# نسبت جرم پروتون به الکترون
در دانش فیزیک، نسبت جرم پروتون به الکترون μ یا β برابر است با جرم سکون پروتون تقسیم بر جرم سکون الکترون. ابن نسبت یک کمیت فیزیکی بدون بعد و تابعی از ثابت‌های فیزیکی بدون بعد است و یک مقدار عددی مستقل از دستگاه یکاها دارد:
μ = mp/me&nbsp;&#61;&nbsp;۱۸۳۶٫۱۵۲۶۷۲۴۵(۷۵).
عدد درون پرانتز عدم قطعیت اندازه‌گیری در دورقم پایانی است. مقدار  μ تا دقت ۰.۴ قسمت در میلیارد مشخص شده‌است.
{\displaystyle \ \mu ={m_{p} \over m_{e}}={\alpha ^{2} \over \pi r_{p}R_{H}}=1836.15267\dots }
{\displaystyle \ m_{e}=mass\;of\;eletron} جرم الکترون
{\displaystyle \ \alpha =fine\;structure\;constant} ثابت ساختار ریز
{\displaystyle \ r_{p}=muonic\;hydrogen\;proton\;radius} از آزمایشهای شعاع پروتون در سالهای ۲۰۱۰ و ۲۰۱۳
این معادله نسبت جرم پروتون به الکترون را تعریف می‌کند و شش ثابت بنیادی فیزیک را به هم مرتبط می‌سازد.